# دانشگاه ایالتی مرکزی
دانشگاه ایالتی مرکزی (انگلیسی: Central State University) دانشگاه دولتی آمریکایی است، که در شهر ویلبرفورس، اوهایو مستقر می‌باشد.